# Copa Colombia 2012
La Copa Colombia 2012 (conocida como Copa Postobón 2012 por motivos de patrocinio)  fue la décima (10 a) edición del torneo nacional de Copa organizado por la División Mayor del Fútbol Colombiano que enfrentó a los clubes de las categorías Primera A y Primera B del fútbol en Colombia.
El 17 de enero de 2012 en las instalaciones del Club El Nogal se dio a conocer el cronograma de actividades donde se muestra que la primera fase de la competición empezó el 11 de abril. También quedó establecido en la asamblea de clubes de la División Mayor del Fútbol Colombiano que se mantuvo el mismo sistema de la Copa Colombia 2011, con algunos cambios en los grupos.
La Copa Colombia, dio inicio el 14 de febrero y finalizó el 7 de noviembre. Al equipo campeón se le otorgó un cupo a la Copa Sudamericana 2013.

## Sistema de juego

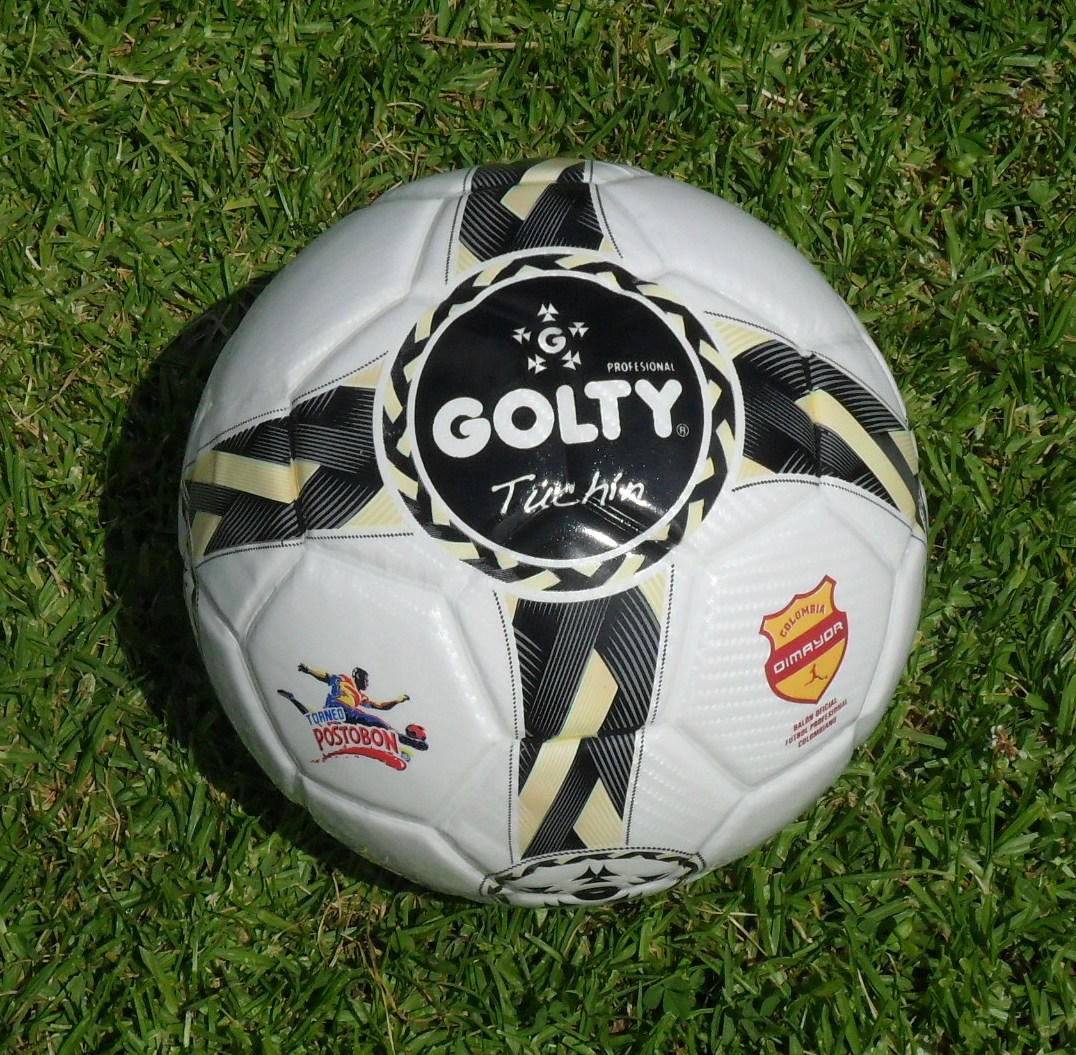
Tuchín, el balón oficial del fútbol colombiano en 2012.

Al igual que en las tres ediciones anteriores, los 36 equipos afiliados a la División Mayor del Fútbol Colombiano (Dimayor) toman parte del torneo, divididos en seis grupos con igual número de equipos que se enfrentaron todos contra todos en 10 fechas. Los dos primeros equipos de cada grupo, junto con los cuatro mejores terceros clasificaron a la siguiente fase.
Después, los dieciséis equipos clasificados en la Fase I jugaron la Fase II, formándose ocho llaves de dos equipos cada una, quienes disputaron partidos de ida y vuelta (octavos de final) de aquí en adelante siendo visitante en el partido de ida el equipo con más puntos hechos. Ocho salieron eliminados, mientras los restantes buscaron cuatro cupos directos (Ganador llave 2 vs Ganador llave 6, Ganador llave 1 vs Ganador llave 5, Ganador llave 3 vs Ganador llave 7 y Ganador llave 4 vs Ganador llave 8) siendo esto los cuartos de final. Posteriormente los cuatro equipos se enfrentaron en semifinales (S1 vs S3 y S2 vs S4) y los vencedores disputaron la final del torneo.

## Datos de los clubes

### Equipos por departamentos
| Departamento       | N.º | Equipos                                                                                         |
| ------------------ | --- | ----------------------------------------------------------------------------------------------- |
| Antioquia          | 5   | Atlético Nacional, Independiente Medellín, Envigado F. C., Itagüí Ditaires y Deportivo Rionegro |
| Bogotá, D. C.      | 5   | Millonarios, Santa Fe, La Equidad, Academia y Bogotá F. C.                                      |
| Valle del Cauca    | 4   | Deportivo Cali, América de Cali, Cortuluá y Depor Aguablanca                                    |
| Atlántico          | 3   | Junior, Uniautónoma y Barranquilla F. C.                                                        |
| Santander          | 3   | Real Santander, Alianza Petrolera y Atlético Bucaramanga                                        |
| Boyacá             | 2   | Boyacá Chicó y Patriotas                                                                        |
| Cundinamarca       | 2   | Fortaleza y Expreso Rojo                                                                        |
| Nariño             | 1   | Deportivo Pasto                                                                                 |
| Caldas             | 1   | Once Caldas                                                                                     |
| Magdalena          | 1   | Unión Magdalena                                                                                 |
| Cauca              | 1   | Universitario                                                                                   |
| Bolívar            | 1   | Real Cartagena                                                                                  |
| Cesar              | 1   | Valledupar F. C.                                                                                |
| Huila              | 1   | Atlético Huila                                                                                  |
| Norte de Santander | 1   | Cúcuta Deportivo                                                                                |
| Quindío            | 1   | Deportes Quindío                                                                                |
| Risaralda          | 1   | Deportivo Pereira                                                                               |
| Sucre              | 1   | Sucre F. C.                                                                                     |
| Tolima             | 1   | Deportes Tolima                                                                                 |

### Información de los participantes
| Equipo                 | Entrenador              | Ciudad                      | Estadio                                   | Capacidad    | Posición 2011          |
| ---------------------- | ----------------------- | --------------------------- | ----------------------------------------- | ------------ | ---------------------- |
| Academia               | Jaime Rodríguez         | Bogotá                      | CUR Compensar                             | 4.500        | Fase de grupos (26°)   |
| Alianza Petrolera      | Héctor Estrada          | Barrancabermeja Bucaramanga | Daniel Villa Zapata Estadio Alfonso López | 8.000 28.000 | Fase de grupos (29°)   |
| América de Cali        | Eduardo Lara            | Cali                        | Pascual Guerrero                          | 33.130       | Fase de grupos (21°)   |
| Atlético Bucaramanga   | Álvaro de Jesús Gómez   | Bucaramanga                 | Alfonso López                             | 28.000       | Fase de grupos (31°)   |
| Atlético Huila         | Néstor Otero            | Neiva                       | Guillermo Plazas Alcid                    | 27.000       | Octavos de final (13°) |
| Atlético Nacional      | Santiago Escobar        | Medellín                    | Atanasio Girardot                         | 40.943       | Semifinales (3°)       |
| Barranquilla F. C.     | Luis Grau               | Barranquilla                | Romelio Martínez                          | 20.000       | Fase de grupos (32°)   |
| Bogotá F. C.           | Hernán Pacheco          | Bogotá                      | Alfonso López (UN)                        | 12.000       | Fase de grupos (33°)   |
| Boyacá Chicó           | Alberto Gamero          | Tunja                       | La Independencia                          | 30.000       | Subcampeón             |
| Cortuluá               | Fernando Velasco        | Tuluá                       | Doce de Octubre                           | 16.000       | Fase de grupos (24°)   |
| Cúcuta Deportivo       | Óscar Héctor Quintabani | Cúcuta                      | General Santander                         | 42.600       | Fase de grupos (28°)   |
| Depor Aguablanca       | Albeiro García          | Cali                        | Pascual Guerrero                          | 33.130       | Fase de grupos (36°)   |
| Deportes Quindío       | Fernando Castro         | Armenia                     | Estadio San José                          | 12.000       | Fase de grupos (23°)   |
| Deportes Tolima        | Jorge Luis Bernal       | Ibagué                      | Manuel Murillo Toro                       | 37.000       | Cuartos de final (7°)  |
| Deportivo Cali         | Julio Avelino Comesaña  | Cali                        | Pascual Guerrero                          | 33.130       | Octavos de final (9°)  |
| Deportivo Pasto        | Flabio Torres           | Pasto                       | Departamental Libertad                    | 27.380       | Octavos de final (10°) |
| Deportivo Pereira      | Octavio Zambrano        | Pereira                     | Hernán Ramírez Villegas                   | 31.192       | Fase de grupos (35°)   |
| Deportivo Rionegro     | Álvaro Hernández        | Rionegro                    | Alberto Grisales                          | 9.000        | Fase de grupos (22°)   |
| Envigado F. C.         | Pedro Sarmiento         | Envigado                    | Polideportivo Sur                         | 12.000       | Fase de grupos (34°)   |
| Expreso Rojo           | John Jairo Bodmer       | Soacha                      | Luis Carlos Galán S.                      | 8.000        | Octavos de final (12°) |
| Fortaleza              | Jaime Manjarrés         | Zipaquirá                   | Los Zipas                                 | 8.000        | Fase de grupos (19°)   |
| Independiente Medellín | Hernán Darío Gómez      | Medellín                    | Atanasio Girardot                         | 40.943       | Fase de grupos (17°)   |
| Itagüí Ditaires        | Hernán Torres           | Itagüí                      | Metropolitano Ciudad de Itagüí            | 12.000       | Octavos de final(11°)  |
| Junior                 | José Hernández          | Barranquilla                | Metropolitano                             | 46.788       | Semifinales (4°)       |
| La Equidad             | Alexis García           | Bogotá                      | Metropolitano de Techo                    | 10.000       | Fase de grupos (20°)   |
| Millonarios            | Richard Páez            | Bogotá                      | El Campín                                 | 36.343       | Campeón                |
| Once Caldas            | Pompilio Páez           | Manizales                   | Palogrande                                | 28.678       | Octavos de final (15°) |
| Patriotas              | Miguel Augusto Prince   | Tunja                       | La Independencia                          | 30.000       | Cuartos de final (6°)  |
| Real Cartagena         | Mario Vanemerak         | Cartagena                   | Jaime Morón                               | 16.068       | Fase de grupos (27°)   |
| Real Santander         | Miguel Oswaldo González | Floridablanca               | Alfonso López                             | 28.000       | Cuartos de final (8°)  |
| Santa Fe               | Wilson Gutiérrez        | Bogotá                      | El Campín                                 | 36.343       | Octavos de final (16°) |
| Sucre F. C.            | Osnar Acuña             | Sincelejo                   | Arturo Cumplido                           | 5.000        | Fase de grupos (25°)   |
| Uniautónoma            | Félix Valverde Quiñónez | Barranquilla                | Marcos Henríquez                          | 5.000        | Octavos de final (14°) |
| Unión Magdalena        | Carlos Silva Socarras   | Santa Marta                 | Eduardo Santos                            | 23.000       | Fase de grupos (30°)   |
| Universitario          | Cesar Torres            | Popayán                     | Ciro López                                | 5.000        | Fase de grupos (18°)   |
| Valledupar F. C.       | Víctor González Scott   | Valledupar                  | Armando Maestre                           | 15.000       | Cuartos de final (5°)  |

#### Cambios de entrenador
| Club                   | Entrenador saliente        | Fecha de salida       | Reemplazado por            | Fecha de llegada      |
| ---------------------- | -------------------------- | --------------------- | -------------------------- | --------------------- |
| Independiente Medellín | Guillermo Berrío           | 13 de febrero de 2012 | Hernán Darío Gómez         | 14 de febrero de 2012 |
| Deportivo Cali         | Rubén Darío Insúa          | 4 de marzo de 2012    | Julio Avelino Comesaña     | 6 de marzo de 2012    |
| Cúcuta Deportivo       | Juan Carlos Díaz           | 18 de marzo de 2012   | Oscar Héctor Quintabani    | 19 de marzo de 2012   |
| Once Caldas            | Pompilio Páez              | 2 de abril de 2012    | Eduardo Cruz(interino)     | 3 de abril de 2012    |
| Atlético Nacional      | Santiago Escobar           | 30 de abril de 2012   | Norberto Peluffo(interino) | 1 de mayo de 2012     |
| Atlético Nacional      | Norberto Peluffo(interino) | 3 de mayo de 2012     | Juan Carlos Osorio         | 9 de mayo de 2012     |

## Fase de grupos regionales
En esta fase, los 36 equipos participantes se dividen en seis grupos, en cada uno se agrupan los equipos según la región geográfica a la que pertenece cada club. En cada grupo se ubican seis equipos, los cuales juegan 10 partidos, de ida y vuelta, en el formato de todos contra todos. Los equipos que se ubiquen en el 1° y 2° puesto avanzan a los Octavos de final; asimismo, avanzarán los cuatro mejores equipos que se ubiquen en el tercer lugar de su grupo.
|  | Clasificado a Octavos de final.                      |
|  | Clasificado, como mejor tercero, a Octavos de final. |
|  | Eliminados.                                          |

### Grupo A
Equipos pertenecientes a la Región Caribe.
| Pos | Equipos            | Pts | PJ | G | E | P | GF | GC | Dif |
| --- | ------------------ | --- | -- | - | - | - | -- | -- | --- |
| 1.  | Uniautónoma        | 19  | 10 | 5 | 4 | 1 | 18 | 12 | 6   |
| 2.  | Valledupar F. C.   | 18  | 10 | 5 | 3 | 2 | 16 | 8  | 8   |
| 3.  | Junior             | 17  | 10 | 5 | 2 | 3 | 20 | 11 | 9   |
| 4.  | Real Cartagena     | 13  | 10 | 3 | 4 | 3 | 12 | 16 | -4  |
| 5.  | Barranquilla F. C. | 12  | 10 | 3 | 3 | 4 | 14 | 17 | -3  |
| 6.  | Unión Magdalena    | 2   | 10 | 0 | 2 | 8 | 7  | 23 | -16 |

 Pos=Posición Pts=Puntos; PJ=Partidos jugados; G=Partidos ganados; E=Partidos empatados; P=Partidos perdidos; GF=Goles a favor; GC=Goles en contra; Dif=Diferencia de gol

| Resultados | Resultados    | Resultados   | Resultados | Resultados   | Resultados | Resultados  | Resultados | Resultados   | Resultados | Resultados  | Resultados | Resultados   | Resultados |
| Jornada    | Fecha         | Local        |            | Visitante    | Hora       | Local       |            | Visitante    | Hora       | Local       |            | Visitante    | Hora       |
| ---------- | ------------- | ------------ | ---------- | ------------ | ---------- | ----------- | ---------- | ------------ | ---------- | ----------- | ---------- | ------------ | ---------- |
| Fecha 1    | 15 de febrero | Uniautónoma  | 0: 0       | Junior       | 15:00      | Valledupar  | 2: 1       | Barranquilla | 19:30      | Magdalena   | 0: 0       | Cartagena    | 20:00      |
| Fecha 2    | 22 de febrero | Barranquilla | 3: 1       | Magdalena    | 15:00      | Cartagena   | 0: 2       | Uniautónoma  | 19:00      | Junior      | 0: 3       | Valledupar   | 18:00      |
| Fecha 3    | 14 de marzo   | Valledupar   | 2: 0       | Magdalena    | 16:00      | Junior      | 0: 1       | Cartagena    | 17:30      | Uniautónoma | 1: 1       | Barranquilla | 15:00      |
| Fecha 4    | 28 de marzo   | Barranquilla | 0: 2       | Junior       | 15:00      | Valledupar  | 1: 2       | Cartagena    | 19:30      | Magdalena   | 2: 4       | Uniautónoma  | 19:30      |
| Fecha 5    | 11 de abril   | Uniautónoma  | 1: 1       | Valledupar   | 15:00      | Junior      | 4: 2       | Magdalena    | 15:30      | Cartagena   | 1: 2       | Barranquilla | 19:00      |
| Fecha 6    | 25 de abril   | Barranquilla | 1: 1       | Valledupar   | 15:00      | Junior      | 4: 1       | Uniautónoma  | 15:30      | Cartagena   | 2: 0       | Magdalena    | 15:30      |
| Fecha 7    | 9 de mayo     | Uniautónoma  | 3: 3       | Cartagena    | 15:00      | Magdalena   | 0: 1       | Barranquilla | 19:30      | Valledupar  | 2: 0       | Junior       | 19:30      |
| Fecha 8    | 23 de mayo    | Barranquilla | 1: 2       | Uniautónoma  | 15:00      | Cartagena   | 0: 5       | Junior       | 19:30      | Magdalena   | 1: 4       | Valledupar   | 19:30      |
| Fecha 9    | 2/6 de junio  | Junior       | 4: 1       | Barranquilla | 15:30      | Uniautónoma | 2: 0       | Magdalena    | 15:00      | Cartagena   | 0: 0       | Valledupar   | 19:30      |
| Fecha 10   | 9/20 de junio | Barranquilla | 3: 3       | Cartagena    | 15:00      | Magdalena   | 1: 1       | Junior       | 15:30      | Valledupar  | 0: 2       | Uniautónoma  | 19:30      |

### Grupo B
Equipos pertenecientes a Antioquia y Sucre.
| Pos | Equipos           | Pts | PJ | G | E | P | GF | GC | Dif |
| --- | ----------------- | --- | -- | - | - | - | -- | -- | --- |
| 1.  | Atlético Nacional | 19  | 10 | 5 | 4 | 1 | 17 | 11 | 6   |
| 2.  | Itagüí Ditaires   | 16  | 10 | 4 | 4 | 2 | 15 | 13 | 2   |
| 3.  | Ind. Medellín     | 14  | 10 | 4 | 2 | 4 | 18 | 14 | 4   |
| 4.  | Sucre F. C.       | 13  | 10 | 3 | 4 | 3 | 8  | 10 | -2  |
| 5.  | Dep. Rionegro     | 9   | 10 | 2 | 3 | 5 | 7  | 10 | -3  |
| 6.  | Envigado F. C.    | 8   | 10 | 1 | 5 | 4 | 11 | 18 | -7  |

 Pos=Posición Pts=Puntos; PJ=Partidos jugados; G=Partidos ganados; E=Partidos empatados; P=Partidos perdidos; GF=Goles a favor; GC=Goles en contra; Dif=Diferencia de gol

| Resultados | Resultados       | Resultados | Resultados | Resultados | Resultados | Resultados | Resultados | Resultados | Resultados | Resultados | Resultados | Resultados | Resultados |
| Jornada    | Fecha            | Local      |            | Visitante  | Hora       | Local      |            | Visitante  | Hora       | Local      |            | Visitante  | Hora       |
| ---------- | ---------------- | ---------- | ---------- | ---------- | ---------- | ---------- | ---------- | ---------- | ---------- | ---------- | ---------- | ---------- | ---------- |
| Fecha 1    | 15 de febrero    | Itagüí     | 3: 2       | Medellín   | 15:30      | Nacional   | 1: 1       | Sucre      | 19:00      | Rionegro   | 0: 0       | Envigado   | 19:00      |
| Fecha 2    | 22/23 de febrero | Sucre      | 1: 0       | Itagüí     | 19:30      | Medellín   | 1: 0       | Rionegro   | 20:00      | Envigado   | 1: 1       | Nacional   | 20:00      |
| Fecha 3    | 14 de marzo      | Medellín   | 3: 0       | Sucre      | 15:30      | Itagüí     | 3: 1       | Envigado   | 15:30      | Rionegro   | 2: 0       | Nacional   | 19:00      |
| Fecha 4    | 28 de marzo      | Rionegro   | 0: 0       | Sucre      | 19:00      | Envigado   | 2: 5       | Medellín   | 19:00      | Nacional   | 4: 1       | Itagüí     | 20:00      |
| Fecha 5    | 11/12 de abril   | Itagüí     | 2: 0       | Rionegro   | 15:30      | Sucre      | 2: 0       | Envigado   | 19:30      | Medellín   | 1: 2       | Nacional   | 20:00      |
| Fecha 6    | 25 de abril      | Medellín   | 1: 1       | Itagüí     | 15:30      | Envigado   | 2: 2       | Rionegro   | 15:30      | Sucre      | 2: 2       | Nacional   | 19:30      |
| Fecha 7    | 9 de mayo        | Itagüí     | 1: 1       | Sucre      | 15:30      | Rionegro   | 2: 0       | Medellín   | 19:00      | Nacional   | 2: 1       | Envigado   | 20:00      |
| Fecha 8    | 23 de mayo       | Envigado   | 1: 1       | Itagüí     | 15:30      | Sucre      | 0: 2       | Medellín   | 19:30      | Nacional   | 2: 0       | Rionegro   | 20:00      |
| Fecha 9    | 6 de junio       | Itagüí     | 1: 1       | Nacional   | 15:30      | Sucre      | 1: 0       | Rionegro   | 19:30      | Medellín   | 2: 2       | Envigado   | 20:00      |
| Fecha 10   | 9/20 de junio    | Nacional   | 2: 1       | Medellín   | 17:00      | Envigado   | 1: 0       | Sucre      | 19:00      | Rionegro   | 1: 2       | Itagüí     | 19:00      |

### Grupo C
Equipos pertenecientes a la Región de los Santanderes y Boyacá.
| Pos | Equipos              | Pts | PJ | G | E | P | GF | GC | Dif |
| --- | -------------------- | --- | -- | - | - | - | -- | -- | --- |
| 1.  | Boyacá Chicó         | 19  | 10 | 6 | 1 | 3 | 19 | 14 | 5   |
| 2.  | Cúcuta Deportivo     | 16  | 10 | 4 | 4 | 2 | 14 | 11 | 3   |
| 3.  | Atlético Bucaramanga | 15  | 10 | 4 | 3 | 3 | 10 | 11 | -1  |
| 4.  | Patriotas            | 14  | 10 | 4 | 2 | 4 | 17 | 12 | 5   |
| 5.  | Alianza Petrolera    | 13  | 10 | 3 | 4 | 3 | 13 | 13 | 0   |
| 6.  | Real Santander       | 5   | 10 | 1 | 2 | 7 | 7  | 19 | -12 |

 Pos=Posición Pts=Puntos; PJ=Partidos jugados; G=Partidos ganados; E=Partidos empatados; P=Partidos perdidos; GF=Goles a favor; GC=Goles en contra; Dif=Diferencia de gol

| Resultados | Resultados            | Resultados     | Resultados | Resultados     | Resultados | Resultados     | Resultados | Resultados     | Resultados | Resultados     | Resultados | Resultados     | Resultados |
| Jornada    | Fecha                 | Local          |            | Visitante      | Hora       | Local          |            | Visitante      | Hora       | Local          |            | Visitante      | Hora       |
| ---------- | --------------------- | -------------- | ---------- | -------------- | ---------- | -------------- | ---------- | -------------- | ---------- | -------------- | ---------- | -------------- | ---------- |
| Fecha 1    | 15 de febrero         | Alianza        | 1: 1       | Bucaramanga    | 15:00      | Real Santander | 2: 0       | Patriotas      | 15:30      | Boyacá Chicó   | 3: 1       | Cúcuta         | 20:00      |
| Fecha 2    | 22 de febrero         | Cúcuta         | 2: 1       | Real Santander | 15:00      | Patriotas      | 2: 0       | Alianza        | 15:30      | Bucaramanga    | 0: 1       | Boyacá Chicó   | 20:00      |
| Fecha 3    | 14 de marzo           | Patriotas      | 1: 1       | Cúcuta         | 13:00      | Alianza        | 3: 3       | Boyacá Chicó   | 15:00      | Real Santander | 1: 2       | Bucaramanga    | 15:30      |
| Fecha 4    | 28 de marzo           | Alianza        | 1: 0       | Cúcuta         | 15:30      | Boyacá Chicó   | 3: 0       | Real Santander | 15:30      | Bucaramanga    | 2: 1       | Patriotas      | 20:00      |
| Fecha 5    | 11 de abril           | Real Santander | 1: 1       | Alianza        | 15:30      | Cúcuta         | 2: 0       | Bucaramanga    | 15:30      | Patriotas      | 3: 2       | Boyacá Chicó   | 15:30      |
| Fecha 6    | 24/25 de abril        | Patriotas      | 5: 0       | Real Santander | 15:00      | Cúcuta         | 4: 2       | Boyacá Chicó   | 15:30      | Bucaramanga    | 2: 1       | Alianza        | 15:30      |
| Fecha 7    | 9 de mayo             | Alianza        | 3: 2       | Patriotas      | 13:00      | Real Santander | 2: 2       | Cúcuta         | 15:30      | Boyacá Chicó   | 2: 0       | Bucaramanga    | 15:30      |
| Fecha 8    | 23 de mayo            | Cúcuta         | 1: 0       | Patriotas      | 15:30      | Boyacá Chicó   | 2: 1       | Alianza        | 15:30      | Bucaramanga    | 1: 0       | Real Santander | 20:00      |
| Fecha 9    | 30 de mayo/6 de junio | Cúcuta         | 0: 0       | Alianza        | 15:30      | Patriotas      | 1: 1       | Bucaramanga    | 15:30      | Real Santander | 0: 1       | Boyacá Chicó   | 15:30      |
| Fecha 10   | 9/20 de junio         | Boyacá Chicó   | 0: 2       | Patriotas      | 15:30      | Alianza        | 2: 0       | Real Santander | 9:00       | Bucaramanga    | 1: 1       | Cúcuta         | 20:00      |

### Grupo D
Equipos pertenecientes al Área metropolitana de Bogotá.
| Pos | Equipos      | Pts | PJ | G | E | P | GF | GC | Dif |
| --- | ------------ | --- | -- | - | - | - | -- | -- | --- |
| 1.  | La Equidad   | 19  | 10 | 5 | 4 | 1 | 14 | 9  | 5   |
| 2.  | Bogotá F. C. | 16  | 10 | 4 | 4 | 2 | 19 | 12 | 7   |
| 3.  | Santa Fe     | 16  | 10 | 5 | 1 | 4 | 17 | 12 | 5   |
| 4.  | Academia     | 13  | 10 | 3 | 4 | 3 | 14 | 15 | -1  |
| 5.  | Millonarios  | 11  | 10 | 2 | 5 | 3 | 11 | 15 | -4  |
| 6.  | Expreso Rojo | 5   | 10 | 1 | 2 | 7 | 6  | 18 | -12 |

 Pos=Posición Pts=Puntos; PJ=Partidos jugados; G=Partidos ganados; E=Partidos empatados; P=Partidos perdidos; GF=Goles a favor; GC=Goles en contra; Dif=Diferencia de gol

| Resultados | Resultados       | Resultados   | Resultados | Resultados   | Resultados | Resultados   | Resultados | Resultados   | Resultados | Resultados   | Resultados | Resultados   | Resultados |
| Jornada    | Fecha            | Local        |            | Visitante    | Hora       | Local        |            | Visitante    | Hora       | Local        |            | Visitante    | Hora       |
| ---------- | ---------------- | ------------ | ---------- | ------------ | ---------- | ------------ | ---------- | ------------ | ---------- | ------------ | ---------- | ------------ | ---------- |
| Fecha 1    | 15 de febrero    | Bogotá FC    | 2: 3       | Santa Fe     | 15:00      | La Equidad   | 2: 0       | Academia     | 15:30      | Millonarios  | 1: 1       | Expreso Rojo | 20:00      |
| Fecha 2    | 22 de febrero    | Expreso Rojo | 0: 2       | Bogotá FC    | 19:30      | La Equidad   | 2: 1       | Santa Fe     | 15:30      | Academia     | 5: 2       | Millonarios  | 19:30      |
| Fecha 3    | 14 de marzo      | Santa Fe     | 1: 2       | Expreso Rojo | 15:00      | Bogotá FC    | 1: 1       | Academia     | 15:00      | La Equidad   | 2: 1       | Millonarios  | 15:30      |
| Fecha 4    | 28 de marzo      | La Equidad   | 2: 1       | Expreso Rojo | 15:30      | Academia     | 0: 3       | Santa Fe     | 19:30      | Millonarios  | 2: 1       | Bogotá FC    | 20:00      |
| Fecha 5    | 11/18 de abril   | Bogotá FC    | 2: 2       | La Equidad   | 15:00      | Santa Fe     | 2: 3       | Millonarios  | 20:00      | Expreso Rojo | 1: 2       | Academia     | 19:30      |
| Fecha 6    | 25 de abril      | Academia     | 0: 0       | La Equidad   | 19:30      | Expreso Rojo | 0: 0       | Millonarios  | 19:45      | Santa Fe     | 0: 2       | Bogotá FC    | 15:00      |
| Fecha 7    | 9 de mayo        | Santa Fe     | 2: 0       | La Equidad   | 15:00      | Bogotá FC    | 3: 0       | Expreso Rojo | 15:00      | Millonarios  | 1: 1       | Academia     | 20:00      |
| Fecha 8    | 23/30 de mayo    | Academia     | 2: 2       | Bogotá FC    | 19:30      | Millonarios  | 0: 0       | La Equidad   | 20:00      | Expreso Rojo | 0: 2       | Santa Fe     | 19:30      |
| Fecha 9    | 5/6 de junio     | Santa Fe     | 2: 0       | Academia     | 15:00      | Expreso Rojo | 0: 2       | La Equidad   | 19:30      | Bogotá FC    | 2: 0       | Millonarios  | 20:00      |
| Fecha 10   | 9,12,20 de junio | Millonarios  | 1: 1       | Santa Fe     | 18:30      | Academia     | 3: 1       | Expreso Rojo | 14:30      | La Equidad   | 2: 2       | Bogotá FC    | 15:30      |

### Grupo E
Equipos pertenecientes a la Región Pacífica: Valle, Cauca y Nariño.
| Pos | Equipos          | Pts | PJ | G | E | P | GF | GC | Dif |
| --- | ---------------- | --- | -- | - | - | - | -- | -- | --- |
| 1.  | América de Cali  | 22  | 10 | 6 | 4 | 0 | 16 | 7  | 9   |
| 2.  | Deportivo Pasto  | 19  | 10 | 5 | 4 | 1 | 19 | 9  | 10  |
| 3.  | Deportivo Cali   | 15  | 10 | 4 | 3 | 3 | 9  | 8  | 1   |
| 4.  | Cortuluá         | 10  | 10 | 2 | 4 | 4 | 11 | 16 | -5  |
| 5.  | Depor Aguablanca | 9   | 10 | 2 | 3 | 5 | 11 | 19 | -8  |
| 6.  | Universitario    | 5   | 10 | 1 | 2 | 7 | 9  | 16 | -7  |

 Pos=Posición Pts=Puntos; PJ=Partidos jugados; G=Partidos ganados; E=Partidos empatados; P=Partidos perdidos; GF=Goles a favor; GC=Goles en contra; Dif=Diferencia de gol

| Resultados | Resultados       | Resultados    | Resultados | Resultados    | Resultados | Resultados      | Resultados | Resultados    | Resultados | Resultados | Resultados | Resultados    | Resultados |
| Jornada    | Fecha            | Local         |            | Visitante     | Hora       | Local           |            | Visitante     | Hora       | Local      |            | Visitante     | Hora       |
| ---------- | ---------------- | ------------- | ---------- | ------------- | ---------- | --------------- | ---------- | ------------- | ---------- | ---------- | ---------- | ------------- | ---------- |
| Fecha 1    | 14/15 de febrero | Depor         | 1: 1       | Cali          | 19:30      | Universitario   | 1: 2       | Pasto         | 15:30      | América    | 1: 0       | Cortuluá      | 20:00      |
| Fecha 2    | 22 de febrero    | Cali          | 2: 1       | Universitario | 19:30      | Deportivo Pasto | 2: 2       | América       | 20:00      | Cortuluá   | 2: 1       | Depor         | 20:00      |
| Fecha 3    | 14 de marzo      | Cortuluá      | 1: 1       | Pasto         | 20:00      | América         | 1: 0       | Cali          | 20:00      | Depor      | 1: 0       | Universitario | 19:30      |
| Fecha 4    | 28/29 de marzo   | Universitario | 2: 3       | América       | 15:00      | Cali            | 2: 1       | Cortuluá      | 19:30      | Depor      | 0: 4       | Pasto         | 19:30      |
| Fecha 5    | 11 de abril      | Cortuluá      | 3: 2       | Universitario | 20:00      | América         | 3: 3       | Depor         | 20:00      | Pasto      | 1: 0       | Cali          | 20:00      |
| Fecha 6    | 25 de abril      | Cortuluá      | 0: 0       | América       | 20:00      | Pasto           | 0: 0       | Universitario | 20:00      | Cali       | 1: 2       | Depor         | 20:00      |
| Fecha 7    | 9/10 de mayo     | Universitario | 0: 1       | Cali          | 15:00      | América         | 3: 0       | Pasto         | 20:00      | Depor      | 2: 2       | Cortuluá      | 19:00      |
| Fecha 8    | 23/24 de mayo    | Universitario | 2: 1       | Depor         | 15:00      | Pasto           | 5: 1       | Cortuluá      | 20:00      | Cali       | 0: 0       | América       | 20:00      |
| Fecha 9    | 6/7 de junio     | Cortuluá      | 0: 1       | Cali          | 15:30      | Pasto           | 3: 0       | Depor         | 20:00      | América    | 2: 0       | Universitario | 19:00      |
| Fecha 10   | 20/21 de junio   | Universitario | 1: 1       | Cortuluá      | 15:30      | Depor           | 0: 1       | América       | 20:00      | Cali       | 1: 1       | Pasto         | 20:00      |

### Grupo F
Equipos pertenecientes al Eje cafetero, la Región del Tolima Grande y Zipaquirá.
| Pos | Equipos        | Pts | PJ | G | E | P | GF | GC | Dif |
| --- | -------------- | --- | -- | - | - | - | -- | -- | --- |
| 1.  | Dep. Tolima    | 18  | 10 | 5 | 3 | 2 | 19 | 9  | 10  |
| 2.  | Once Caldas    | 14  | 10 | 4 | 2 | 4 | 14 | 14 | 0   |
| 3.  | Dep. Quindío   | 14  | 10 | 4 | 2 | 4 | 14 | 16 | -2  |
| 4.  | Fortaleza      | 13  | 10 | 4 | 1 | 5 | 19 | 19 | 0   |
| 5.  | Atlético Huila | 13  | 10 | 3 | 4 | 3 | 14 | 15 | -1  |
| 6.  | Dep. Pereira   | 11  | 10 | 3 | 2 | 5 | 11 | 18 | -7  |

 Pos=Posición Pts=Puntos; PJ=Partidos jugados; G=Partidos ganados; E=Partidos empatados; P=Partidos perdidos; GF=Goles a favor; GC=Goles en contra; Dif=Diferencia de gol

| Resultados | Resultados          | Resultados | Resultados | Resultados  | Resultados | Resultados  | Resultados | Resultados  | Resultados | Resultados  | Resultados  | Resultados | Resultados |
| Jornada    | Fecha               | Local      |            | Visitante   | Hora       | Local       |            | Visitante   | Hora       | Local       |             | Visitante  | Hora       |
| ---------- | ------------------- | ---------- | ---------- | ----------- | ---------- | ----------- | ---------- | ----------- | ---------- | ----------- | ----------- | ---------- | ---------- |
| Fecha 1    | 15 de febrero       | Huila      | 3: 1       | Fortaleza   | 15:30      | Once Caldas | 0: 0       | Tolima      | 20:00      | Pereira     | 2: 1        | Quindío    | 20:00      |
| Fecha 2    | 22 de febrero       | Fortaleza  | 3: 1       | Once Caldas | 15:30      | Tolima      | 2: 0       | Pereira     | 15:30      | Quindío     | 1: 1        | Huila      | 15:30      |
| Fecha 3    | 14 de marzo         | Tolima     | 2: 0       | Fortaleza   | 15:30      | Once Caldas | 2: 1       | Quindío     | 20:00      | Pereira     | 3: 1        | Huila      | 20:00      |
| Fecha 4    | 28 de marzo         | Quindío    | 1: 0       | Tolima      | 15:30      | Huila       | 0: 0       | Once Caldas | 15:30      | Pereira     | 2: 2        | Fortaleza  | 20:00      |
| Fecha 5    | 11/18 de abril      | Tolima     | 1: 1       | Huila       | 15:30      | Once Caldas | 3: 1       | Pereira     | 19:30      | Fortaleza   | 2: 3        | Quindío    | 15:00      |
| Fecha 6    | 25 de abril         | Fortaleza  | 2: 0       | Huila       | 15:00      | Tolima      | 3: 0       | Once Caldas | 15:30      | Quindío     | 0: 0        | Pereira    | 15:30      |
| Fecha 7    | 9 de mayo           | Huila      | 2: 1       | Quindío     | 15:30      | Once Caldas | 3: 2       | Fortaleza   | 20:00      | Pereira     | 0: 3 (W.O.) | Tolima     | —          |
| Fecha 8    | 23 de mayo          | Fortaleza  | 1: 3       | Tolima      | 15:00      | Quindío     | 1: 0       | Once Caldas | 15:30      | Huila       | 3: 0 (W.O.) | Pereira    | —          |
| Fecha 9    | 6 de junio          | Fortaleza  | 2: 1       | Pereira     | 15:00      | Tolima      | 3: 4       | Quindío     | 15:30      | Once Caldas | 4: 1        | Huila      | 15:30      |
| Fecha 10   | 13, 14, 20 de junio | Quindío    | 1: 4       | Fortaleza   | 15:00      | Pereira     | 2: 1       | Once Caldas | 15:30      | Huila       | 2: 2        | Tolima     | 20:00      |

### Tabla de terceros lugares
Los cuatro mejores equipos que ocuparon el tercer lugar en cada uno de sus grupos avanzaron a octavos de final. Los cuatro clasificados, fueron ordenados para definir su posición entre los mejores terceros. En orden ascendente del Grupo A al Grupo F, se ordenaron alfabética los equipos clasificados. Cabe destacar, que entre los cuatro mejores terceros, no se tuvo en cuenta sus puntos obtenidos para definir su lugar entre estos cuatro clasificados. De tal forma, así se posicionaron los mejores terceros:
| Pos | Grupo | Equipos          | Pts | PJ | G | E | P | GF | GC | Dif |
| --- | ----- | ---------------- | --- | -- | - | - | - | -- | -- | --- |
| 1.  | A     | Junior           | 17  | 10 | 5 | 2 | 3 | 20 | 11 | 9   |
| 2.  | C     | A. Bucaramanga   | 15  | 10 | 4 | 3 | 3 | 10 | 11 | -1  |
| 3.  | D     | Santa Fe         | 16  | 10 | 5 | 1 | 4 | 17 | 12 | 5   |
| 4.  | E     | Deportivo Cali   | 15  | 10 | 4 | 3 | 3 | 9  | 8  | 1   |
| 5.  | B     | Ind. Medellín    | 14  | 10 | 4 | 2 | 4 | 18 | 14 | 4   |
| 6.  | F     | Deportes Quindío | 14  | 10 | 4 | 2 | 4 | 14 | 16 | -2  |

 Pos=Posición Pts=Puntos; PJ=Partidos jugados; G=Partidos ganados; E=Partidos empatados; P=Partidos perdidos; GF=Goles a favor; GC=Goles en contra; Dif=Diferencia de gol

## Fases de eliminación directa
- La hora de cada encuentro corresponde al huso horario que rige a Colombia (UTC-5)

Las fases de eliminación directa o fases finales, corresponden a la Segunda fase, Tercera fase, Semifinales y Final, en las cuales se juegan partidos de ida y vuelta, a eliminación directa. Las llaves, fueron distribuidas previamente acorde a los parámetros establecidos por la Dimayor.

### Cuadro
|  | Octavos de final      | Octavos de final | Octavos de final |                   |   | Cuartos de final     | Cuartos de final     | Cuartos de final     |  |  | Semifinales        | Semifinales        | Semifinales        |  |  | Final                          | Final                          | Final                          |
|  | 8 a 23 de agosto      | 8 a 23 de agosto | 8 a 23 de agosto |                   |   | 5 a 19 de septiembre | 5 a 19 de septiembre | 5 a 19 de septiembre |  |  | 17 y 24 de octubre | 17 y 24 de octubre | 17 y 24 de octubre |  |  | 31 de octubre y 7 de noviembre | 31 de octubre y 7 de noviembre | 31 de octubre y 7 de noviembre |
|  |                       |                  |                  |                   |   |                      |                      |                      |  |  |                    |                    |                    |  |  |                                |                                |                                |
|  |                       |                  |                  |                   |   |                      |                      |                      |  |  |                    |                    |                    |  |  |                                |                                |                                |
|  |                       |                  |                  |                   |   |                      |                      |                      |  |  |                    |                    |                    |  |  |                                |                                |                                |
|  | Atlético Nacional     | 2                | 3                |                   |   |                      |                      |                      |  |  |                    |                    |                    |  |  |                                |                                |                                |
|  | Atlético Nacional     | 2                | 3                |                   |   |                      |                      |                      |  |  |                    |                    |                    |  |  |                                |                                |                                |
|  | Santa Fe              | 2                | 0                |                   |   |                      |                      |                      |  |  |                    |                    |                    |  |  |                                |                                |                                |
|  | Santa Fe              | 2                | 0                | Atlético Nacional | 2 | 2                    |                      |                      |  |  |                    |                    |                    |  |  |                                |                                |                                |
|  |                       |                  |                  |                   | 2 | 2                    |                      |                      |  |  |                    |                    |                    |  |  |                                |                                |                                |
|  |                       | Deportes Tolima  | 1                | 1                 |   |                      |                      |                      |  |  |                    |                    |                    |  |  |                                |                                |                                |
|  | Deportes Tolima (p.)  | Deportes Tolima  | 1                | 1                 | 1 | 4 (4)                |                      |                      |  |  |                    |                    |                    |  |  |                                |                                |                                |
|  | Deportes Tolima (p.)  |                  |                  |                   | 1 | 4 (4)                |                      |                      |  |  |                    |                    |                    |  |  |                                |                                |                                |
|  | Itagüí Ditaires       | 4                | 1 (3)            |                   |   |                      |                      |                      |  |  |                    |                    |                    |  |  |                                |                                |                                |
|  | Itagüí Ditaires       | 4                | 1 (3)            | Atlético Nacional | 1 | 1                    |                      |                      |  |  |                    |                    |                    |  |  |                                |                                |                                |
|  |                       |                  |                  |                   | 1 | 1                    |                      |                      |  |  |                    |                    |                    |  |  |                                |                                |                                |
|  |                       | Boyacá Chicó     | 0                | 0                 |   |                      |                      |                      |  |  |                    |                    |                    |  |  |                                |                                |                                |
|  | Boyacá Chicó          | Boyacá Chicó     | 0                | 0                 | 1 | 2                    |                      |                      |  |  |                    |                    |                    |  |  |                                |                                |                                |
|  | Boyacá Chicó          |                  |                  |                   | 1 | 2                    |                      |                      |  |  |                    |                    |                    |  |  |                                |                                |                                |
|  | Deportivo Cali        | 1                | 0                |                   |   |                      |                      |                      |  |  |                    |                    |                    |  |  |                                |                                |                                |
|  | Deportivo Cali        | 1                | 0                | Boyacá Chicó (p.) | 1 | 3 (5)                |                      |                      |  |  |                    |                    |                    |  |  |                                |                                |                                |
|  |                       |                  |                  |                   | 1 | 3 (5)                |                      |                      |  |  |                    |                    |                    |  |  |                                |                                |                                |
|  |                       | Cúcuta Deportivo | 3                | 1 (3)             |   |                      |                      |                      |  |  |                    |                    |                    |  |  |                                |                                |                                |
|  | Bogotá F. C.          | Cúcuta Deportivo | 3                | 1 (3)             | 1 | 1 (3)                |                      |                      |  |  |                    |                    |                    |  |  |                                |                                |                                |
|  | Bogotá F. C.          |                  |                  |                   | 1 | 1 (3)                |                      |                      |  |  |                    |                    |                    |  |  |                                |                                |                                |
|  | Cúcuta Deportivo (p.) | 2                | 0 (4)            |                   |   |                      |                      |                      |  |  |                    |                    |                    |  |  |                                |                                |                                |
|  | Cúcuta Deportivo (p.) | 2                | 0 (4)            | Atlético Nacional | 0 | 2                    |                      |                      |  |  |                    |                    |                    |  |  |                                |                                |                                |
|  |                       |                  |                  |                   | 0 | 2                    |                      |                      |  |  |                    |                    |                    |  |  |                                |                                |                                |
|  |                       | Deportivo Pasto  | 0                | 0                 |   |                      |                      |                      |  |  |                    |                    |                    |  |  |                                |                                |                                |
|  | Uniautónoma           | Deportivo Pasto  | 0                | 0                 | 2 | 1 (2)                |                      |                      |  |  |                    |                    |                    |  |  |                                |                                |                                |
|  | Uniautónoma           |                  |                  |                   | 2 | 1 (2)                |                      |                      |  |  |                    |                    |                    |  |  |                                |                                |                                |
|  | Atl. Bucaramanga (p.) | 2                | 1 (4)            |                   |   |                      |                      |                      |  |  |                    |                    |                    |  |  |                                |                                |                                |
|  | Atl. Bucaramanga (p.) | 2                | 1 (4)            | América de Cali   | 0 | 1                    |                      |                      |  |  |                    |                    |                    |  |  |                                |                                |                                |
|  |                       |                  |                  |                   | 0 | 1                    |                      |                      |  |  |                    |                    |                    |  |  |                                |                                |                                |
|  |                       | Atl. Bucaramanga | 1                | 1                 |   |                      |                      |                      |  |  |                    |                    |                    |  |  |                                |                                |                                |
|  | América de Cali       | Atl. Bucaramanga | 1                | 1                 | 3 | 2                    |                      |                      |  |  |                    |                    |                    |  |  |                                |                                |                                |
|  | América de Cali       |                  |                  |                   | 3 | 2                    |                      |                      |  |  |                    |                    |                    |  |  |                                |                                |                                |
|  | Valledupar F. C.      | 2                | 0                |                   |   |                      |                      |                      |  |  |                    |                    |                    |  |  |                                |                                |                                |
|  | Valledupar F. C.      | 2                | 0                | Deportivo Pasto   | 0 | 3                    |                      |                      |  |  |                    |                    |                    |  |  |                                |                                |                                |
|  |                       |                  |                  |                   | 0 | 3                    |                      |                      |  |  |                    |                    |                    |  |  |                                |                                |                                |
|  |                       | Atl. Bucaramanga | 1                | 0                 |   |                      |                      |                      |  |  |                    |                    |                    |  |  |                                |                                |                                |
|  | La Equidad            | Atl. Bucaramanga | 1                | 0                 | 0 | 1                    |                      |                      |  |  |                    |                    |                    |  |  |                                |                                |                                |
|  | La Equidad            |                  |                  |                   | 0 | 1                    |                      |                      |  |  |                    |                    |                    |  |  |                                |                                |                                |
|  | Junior                | 0                | 2                |                   |   |                      |                      |                      |  |  |                    |                    |                    |  |  |                                |                                |                                |
|  | Junior                | 0                | 2                | Deportivo Pasto   | 3 | 3                    |                      |                      |  |  |                    |                    |                    |  |  |                                |                                |                                |
|  |                       |                  |                  |                   | 3 | 3                    |                      |                      |  |  |                    |                    |                    |  |  |                                |                                |                                |
|  |                       | Junior           | 2                | 0                 |   |                      |                      |                      |  |  |                    |                    |                    |  |  |                                |                                |                                |
|  | Deportivo Pasto       | Junior           | 2                | 0                 | 1 | 4                    |                      |                      |  |  |                    |                    |                    |  |  |                                |                                |                                |
|  | Deportivo Pasto       |                  |                  |                   | 1 | 4                    |                      |                      |  |  |                    |                    |                    |  |  |                                |                                |                                |
|  | Once Caldas           | 0                | 0                |                   |   |                      |                      |                      |  |  |                    |                    |                    |  |  |                                |                                |                                |

- Nota: En cada llave, el equipo ubicado en la primera línea es el que ejerce la localía en el partido de vuelta.

### Octavos de final
El 21 de junio, tras haberse jugado el último partido de la primera fase del campeonato, se definieron los 16 clasificados a los Octavos de final o Fase II. Así, se clasificaron los seis primeros de cada grupo, los seis segundos de cada grupo y los cuatro mejores terceros, y se ordenaron las llaves según el reglamento.
| 8 de agosto de 2012, 20:00 | Santa Fe                 | 2:2 (0:1) | Atlético Nacional       | Estadio El Campín, Bogotá     |                               |
|                            | Anchico 59' · Bedoya 65' | Reporte   | Duque 40' · Micolta 72' | Árbitro(s): Carlos Betancourt | Árbitro(s): Carlos Betancourt |

| 22 de agosto de 2012 | Atlético Nacional                   | 3:0 (3:0) | Santa Fe | Estadio Atanasio Girardot, Medellín |                            |
|                      | Duque 10' · Calle 11' · Micolta 47' | Reporte   |          | Árbitro(s): Ulises Arrieta          | Árbitro(s): Ulises Arrieta |

| 8 de agosto de 2012, 15:30 | Itagüí Ditaires                   | 4:1 (2:1) | Deportes Tolima | Estadio Metrop. de Itagüí, Itagüí |                            |
|                            | Aguirre 10' 53' 65' · Viáfara 25' | Reporte   | Monsalvo 21'    | Árbitro(s): Harold Perilla        | Árbitro(s): Harold Perilla |

| 22 de agosto de 2012, 15:30 | Deportes Tolima                                            | 4:1 (3:0) (4:3 p.)         | Itagüí Ditaires                           | Estadio Manuel Murillo Toro, Ibagué |                             |
|                             | Monsalvo 37' · Silva 39' · Bustos 44' · Andrade 85' (pen.) | Reporte                    | Castro 67' (a.g.)                         | Árbitro(s): Brayner Escobar         | Árbitro(s): Brayner Escobar |
|                             |                                                            | Tiros desde el punto penal |                                           |                                     |                             |
|                             | Maciel · Preciado · Andrade · Chará · Bustos               |                            | Córdoba · Gómez · Aguirre · Zapata · Páez |                                     |                             |

| 8 de agosto de 2012, 20:00 | Deportivo Cali | 1:1 (1:0) | Boyacá Chicó       | Estadio Pascual Guerrero, Cali |                              |
|                            | Domínguez 39'  | Reporte   | Móvil 90+3' (pen.) | Árbitro(s): Gustavo González   | Árbitro(s): Gustavo González |

| 22 de agosto de 2012 | Boyacá Chicó          | 2:0 (0:0) | Deportivo Cali | Estadio de La Independencia, Tunja |  |
|                      | Nuñez 77' · Gualé 89' | Reporte   |                |                                    |  |

| 9 de agosto de 2012, 15:30 | Cúcuta Deportivo         | 2:1 (1:0) | Bogotá F. C.     | Estadio Santiago Atalayas, Yopal |                             |
|                            | Uribe 15' · Palacios 80' | Reporte   | Ramos 75' (pen.) | Árbitro(s): Brayner Escobar      | Árbitro(s): Brayner Escobar |

| 23 de agosto de 2012 | Bogotá F. C.                            | 1:0 (0:0) (3:4 p.)         | Cúcuta Deportivo                           | Estadio Metrop. de Techo, Bogotá |                             |
|                      | Delgado 90+4'                           | Reporte                    |                                            | Árbitro(s): Álvaro Velandia      | Árbitro(s): Álvaro Velandia |
|                      |                                         | Tiros desde el punto penal |                                            |                                  |                             |
|                      | Díaz · Rojas · Fonseca · Correa · Ramos |                            | Angulo · Pérez · Botero · Escobar · Lozano |                                  |                             |

| 8 de agosto de 2012, 20:00 | Atlético Bucaramanga              | 2:2 (2:1) | Uniautónoma                | Estadio Alfonso López, Bucaramanga |                             |
|                            | Largacha 11' · Palacio 37' (a.g.) | Reporte   | Palomino 10' · Salinas 65' | Árbitro(s): Álvaro Velandia        | Árbitro(s): Álvaro Velandia |

| 22 de agosto de 2012, 15:00 | Uniautónoma                          | 1:1 (0:0) (2:4 p.)         | Atlético Bucaramanga                 | Est. Marcos Henríquez, Sabanalarga |                             |
|                             | Barrios 50'                          | Reporte                    | Martínez 90'                         | Árbitro(s): Jaime Hernández        | Árbitro(s): Jaime Hernández |
|                             |                                      | Tiros desde el punto penal |                                      |                                    |                             |
|                             | Salinas · Saldaña · Castillo · Henao |                            | Monroy · Yantorno · Holguín · Segura |                                    |                             |

| 9 de agosto de 2012, 19:30 | Valledupar F. C.      | 2:3 (1:1) | América de Cali                         | Estadio Armando Maestre, Valledupar |                          |
|                            | Santos 21' 60' (pen.) | Reporte   | Rivera 2' · Romero 58' · Trujillo 90+2' | Árbitro(s): Andrés Rojas            | Árbitro(s): Andrés Rojas |

| 22 de agosto de 2012 | América de Cali          | 2:0 (1:0) | Valledupar F. C. | Estadio Pascual Guerrero, Cali |                            |
|                      | Cuesta 33' · Escobar 67' | Reporte   |                  | Árbitro(s): Oscar Orejuela     | Árbitro(s): Oscar Orejuela |

| 15 de agosto de 2012, 20:00 | Junior | 0:0     | La Equidad | Estadio Metropolitano, Barranquilla |                           |
|                             |        | Reporte |            | Árbitro(s): Luis Trujillo           | Árbitro(s): Luis Trujillo |

| 22 de agosto de 2012, 15:30 | La Equidad | 1:2 (0:1) | Junior                    | Estadio Metrop. de Techo, Bogotá |                               |
|                             | Rivas 80'  | Reporte   | Belalcázar 6' · Núñez 51' | Árbitro(s): Carlos Betancourt    | Árbitro(s): Carlos Betancourt |

| 8 de agosto de 2012, 20:00 | Once Caldas | 0:1 (0:0) | Deportivo Pasto | Estadio Palogrande, Manizales |                            |
|                            |             | Reporte   | Del Valle 71'   | Árbitro(s): Óscar Orejuela    | Árbitro(s): Óscar Orejuela |

| 22 de agosto de 2012, 20:00 | Deportivo Pasto                        | 4:0 (2:0) | Once Caldas | Estadio Deptal. Libertad, Pasto |                            |
|                             | Parra 3' 89' · Méndez 6' · Montaño 60' | Reporte   |             | Árbitro(s): Harold Perilla      | Árbitro(s): Harold Perilla |

### Cuartos de final
| 5 de septiembre de 2012, 20:00 | Deportes Tolima | 1:2 (0:2) | Atlético Nacional                        | Estadio Manuel Murillo Toro, Ibagué |                           |
|                                | Monsalvo 75'    | Reporte   | Diego Álvarez 30' · Jonathan Álvarez 36' | Árbitro(s): Luis Trujillo           | Árbitro(s): Luis Trujillo |

| 12 de septiembre de 2012, 20:00 | Atlético Nacional         | 2:1 (1:1) | Deportes Tolima | Estadio Atanasio Girardot, Medellín |                       |
|                                 | Álvarez 39' · Micolta 86' | Reporte   | Martínez 38'    | Árbitro(s): José Niño               | Árbitro(s): José Niño |

| 5 de septiembre de 2012, 15:30 | Cúcuta Deportivo                            | 3:1 (0:1) | Boyacá Chicó | Estadio Santiago Atalayas, Yopal |                             |
|                                | Uribe 65' · Palacios 90' · Del Castillo 90' | Reporte   | Castro 13'   | Árbitro(s): Jaime Hernández      | Árbitro(s): Jaime Hernández |

| 12 de septiembre de 2012, 20:00 | Boyacá Chicó                                | 3:1 (1:1) (5:3 p.)         | Cúcuta Deportivo                  | Estadio de La Independencia, Tunja |                             |
|                                 | Pérez 11' · Castro 55' · Mahecha 70'        | Reporte                    | Sarabia 27'                       | Árbitro(s): Óscar Gutiérrez        | Árbitro(s): Óscar Gutiérrez |
|                                 |                                             | Tiros desde el punto penal |                                   |                                    |                             |
|                                 | Restrepo · Chica · Mahecha · Castro · Móvil |                            | Pérez · Duarte · Botero · Escobar |                                    |                             |

| 6 de septiembre de 2012, 20:00 | Atlético Bucaramanga | 1:0 (1:0) | América de Cali | Estadio Alfonso López, Bucaramanga |                             |
|                                | Correa 28'           | Reporte   |                 | Árbitro(s): Brayner Escobar        | Árbitro(s): Brayner Escobar |

| 12 de septiembre de 2012, 20:00 | América de Cali | 1:1 (0:1) | Atlético Bucaramanga | Estadio Pascual Guerrero, Cali |                          |
|                                 | Arango 55'      | Reporte   | Aponzá 32'           | Árbitro(s): Juan Gamarra       | Árbitro(s): Juan Gamarra |

| 12 de septiembre de 2012, 20:00 | Junior                            | 2:3 (0:1) | Deportivo Pasto                      | Estadio Metropolitano, Barranquilla |                            |
|                                 | Moreno 47' · Hernández 67' (pen.) | Reporte   | Méndez 7' · Rendón 55' · Villota 61' | Árbitro(s): Harold Perilla          | Árbitro(s): Harold Perilla |

| 19 de septiembre de 2012, 20:00 | Deportivo Pasto                         | 3:0 (1:0) | Junior | Estadio Deptal. Libertad, Pasto |                       |
|                                 | Méndez 35' · Rendón 55' · Del Valle 62' | Reporte   |        | Árbitro(s): José Niño           | Árbitro(s): José Niño |

### Semifinales
| 17 de octubre de 2012, 20:00 | Boyacá Chicó | 0:1 (0:1) | Atlético Nacional | Estadio de La Independencia, Tunja |                          |
|                              |              | Reporte   | Micolta 31'       | Árbitro(s): Juan Gamarra           | Árbitro(s): Juan Gamarra |

| 24 de octubre de 2012, 20:00 | Atlético Nacional | 1:0 (1:0) | Boyacá Chicó | Estadio Atanasio Girardot, Medellín |                              |
|                              | Bernal 21'        | Reporte   |              | Árbitro(s): Wilson Lamouroux        | Árbitro(s): Wilson Lamouroux |

| 17 de octubre de 2012, 20:00 | Atlético Bucaramanga | 1:0 (0:0) | Deportivo Pasto | Estadio Alfonso López, Bucaramanga |                        |
|                              | Sarmiento 81'        | Reporte   |                 | Árbitro(s): Juan Potón             | Árbitro(s): Juan Potón |

| 24 de octubre de 2012, 20:00 | Deportivo Pasto                        | 3:0 (2:0) | Atlético Bucaramanga | Estadio Deptal. Libertad, Pasto |                              |
|                              | Montaño 15' · Méndez 31' · Jiménez 89' | Reporte   |                      | Árbitro(s): Gustavo González    | Árbitro(s): Gustavo González |

### Final
| 31 de octubre de 2012 | Deportivo Pasto | 0:0     | Atlético Nacional | Estadio Deptal. Libertad, Pasto |                         |
|                       |                 | Reporte |                   | Árbitro(s): Juan Pontón         | Árbitro(s): Juan Pontón |

| 7 de noviembre de 2012 | Atlético Nacional        | 2:0 (0:0) | Deportivo Pasto | Estadio Atanasio Girardot, Medellín |                               |
|                        | Uribe 58' · Valencia 77' | Reporte   |                 | Árbitro(s): Hernando Buitrago       | Árbitro(s): Hernando Buitrago |

|                                       |
| Bandera de Colombia                   |
| Campeón Atlético Nacional 1.er título |

## Estadísticas

### Tabla general
| Pos. | Equipos                | PJ | PG | PE | PP | GF | GC | Dif. | Pts. | Rend.  |
| ---- | ---------------------- | -- | -- | -- | -- | -- | -- | ---- | ---- | ------ |
| 1.   | Atlético Nacional      | 18 | 11 | 6  | 1  | 30 | 15 | 15   | 39   | 70,59% |
| 2.   | Deportivo Pasto        | 18 | 10 | 5  | 3  | 33 | 14 | 19   | 35   | 68,63% |
| 3.   | Boyacá Chicó           | 16 | 8  | 2  | 6  | 26 | 21 | 5    | 26   | 54,16% |
| 4.   | Atlético Bucaramanga   | 16 | 6  | 6  | 4  | 16 | 18 | -2   | 24   | 50%    |
| 5.   | América de Cali        | 14 | 8  | 5  | 1  | 22 | 11 | 11   | 29   | 69,04% |
| 6.   | Cúcuta Deportivo       | 14 | 6  | 4  | 4  | 20 | 17 | 3    | 22   | 52,38% |
| 7.   | Deportes Tolima        | 14 | 6  | 3  | 5  | 26 | 18 | 8    | 21   | 50%    |
| 8.   | Junior                 | 14 | 6  | 3  | 5  | 24 | 18 | 6    | 21   | 50%    |
| 9.   | Uniautónoma            | 12 | 5  | 6  | 1  | 21 | 15 | 6    | 21   | 58,33% |
| 10.  | La Equidad             | 12 | 5  | 5  | 2  | 15 | 11 | 4    | 20   | 55,55% |
| 11.  | Bogotá F. C.           | 12 | 5  | 4  | 3  | 21 | 14 | 7    | 19   | 52,77% |
| 12.  | Itagüí Ditaires        | 12 | 5  | 4  | 3  | 20 | 18 | 2    | 19   | 52,77% |
| 13.  | Valledupar F. C.       | 12 | 5  | 3  | 4  | 18 | 13 | 5    | 18   | 50%    |
| 14.  | Santa Fe               | 12 | 5  | 2  | 5  | 19 | 17 | 2    | 17   | 47,22% |
| 15.  | Deportivo Cali         | 12 | 4  | 4  | 4  | 10 | 11 | -1   | 16   | 44,44% |
| 16.  | Once Caldas            | 12 | 4  | 2  | 6  | 14 | 19 | -5   | 14   | 38,88% |
| 17.  | Patriotas              | 10 | 4  | 2  | 4  | 17 | 12 | 5    | 14   | 46,66% |
| 18.  | Independiente Medellín | 10 | 4  | 2  | 4  | 18 | 14 | 4    | 14   | 46,66% |
| 19.  | Deportes Quindío       | 10 | 4  | 2  | 4  | 14 | 16 | -2   | 14   | 46,66% |
| 20.  | Fortaleza              | 10 | 4  | 1  | 5  | 19 | 19 | 0    | 13   | 43,33% |
| 21.  | Alianza Petrolera      | 10 | 3  | 4  | 3  | 13 | 13 | 0    | 13   | 43,33% |
| 22.  | Academia               | 10 | 3  | 4  | 3  | 14 | 15 | -1   | 13   | 43,33% |
| 23.  | Atlético Huila         | 10 | 3  | 4  | 3  | 14 | 15 | -1   | 13   | 43,33% |
| 24.  | Sucre F. C.            | 10 | 3  | 4  | 3  | 8  | 10 | -2   | 13   | 43,33% |
| 25.  | Real Cartagena         | 10 | 3  | 4  | 3  | 12 | 16 | -4   | 13   | 43,33% |
| 26.  | Barranquilla F. C.     | 10 | 3  | 3  | 4  | 14 | 17 | -3   | 12   | 40%    |
| 27.  | Millonarios            | 10 | 2  | 5  | 3  | 11 | 15 | -4   | 11   | 36,66% |
| 28.  | Deportivo Pereira      | 10 | 3  | 2  | 5  | 11 | 18 | -7   | 11   | 36,66% |
| 29.  | Cortuluá               | 10 | 2  | 4  | 4  | 11 | 16 | -5   | 10   | 33,33% |
| 30.  | Deportivo Rionegro     | 10 | 2  | 3  | 5  | 7  | 10 | -3   | 9    | 30%    |
| 31.  | Depor Aguablanca       | 10 | 2  | 3  | 5  | 11 | 19 | -8   | 9    | 30%    |
| 32.  | Envigado F. C.         | 10 | 1  | 5  | 4  | 11 | 18 | -7   | 8    | 26,66% |
| 33.  | Universitario          | 10 | 1  | 2  | 7  | 9  | 16 | -7   | 5    | 16,66% |
| 34.  | Real Santander         | 10 | 1  | 2  | 7  | 7  | 19 | -12  | 5    | 16,66% |
| 35.  | Expreso Rojo           | 10 | 1  | 2  | 7  | 6  | 18 | -12  | 5    | 16,66% |
| 36.  | Unión Magdalena        | 10 | 0  | 2  | 8  | 7  | 23 | -16  | 2    | 6,66%  |

|  |                                |
|  | Campeón.                       |
|  | Subcampeón.                    |
|  | Eliminado en Semifinales.      |
|  | Eliminado en Cuartos de final. |
|  | Eliminado en Octavos de final. |
|  | Eliminado en fase de grupos.   |

### Goleadores
| Andrés Mosquera                             | Bogotá F. C.         | 9 |
| Oscar Iván Méndez                           | Deportivo Pasto      | 8 |
| Jefferson Duque                             | Atlético Nacional    | 6 |
| Jeysen Núñez                                | Boyacá Chico         | 6 |
| Paulo César Arango                          | América de Cali      | 6 |
| Robinson Aponzá                             | Atlético Bucaramanga | 6 |
| Francisco Delgado                           | Bogotá F. C.         | 5 |
| Edwin Cardona                               | Santa Fe             | 5 |
| José Largacha                               | Atlético Bucaramanga | 5 |
| Última actualización: 31 de octubre de 2012 |                      |   |